# Godske Lindenov
Godske Christoffersen Lindenov († 1612 in Kopenhagen; auch Lindenow oder Lindenose) war ein dänischer Admiral und Seefahrer.

## Leben
Lindenov entstammte einer Adelsfamilie. Sein Vater war Christoffer Clausen Lindenov († 1593), seine Mutter Sophie Hartvigsdatter Plessen. 1602 gehörte er zur Eskorte des Prinzen Johann, Sohn von Friedrich II., der auf der Reise nach Moskau zur Heirat der russischen Prinzessin Xenija, der Tochter von Zar Boris Godunow, erkrankte und verstarb.
Lindenov nahm ab 1605 an den ersten beiden Grönlandexpeditionen unter Christian IV. teil. Bei der ersten Expedition wurde ihm das Kommando über die Røde Løwen übertragen. Im Verlauf der Expedition kam es zum Streit mit dem Navigator James Hall, und Lindenov setzte die Fahrt auf eigene Faust fort. Er landete an der Westküste Grönlands in der Nähe des heutigen Qeqertarsuatsiaat und erwarb dort Felle sowie Walross- und Narwalhörner. Nach seiner Rückkehr nach Kopenhagen wurde er als Wiederentdecker Grönlands gefeiert.
Bei der zweiten Expedition 1606 wurde er zum Gesamtleiter ernannt. Die Expeditionsflotte von fünf Schiffen verließ Kopenhagen am 27. Mai. Da Lindenov auf einem Kurs wesentlich weiter nördlich als zuvor bestand, gerieten die Schiffe in den Ostgrönlandstrom und wurden bis vor die Küste der Labrador-Halbinsel getrieben. Beim anschließenden Versuch, Grönland zu erreichen, verloren die Schiffe in dichtem Nebel und Treibeis den Kontakt untereinander, so dass drei Schiffe umkehren mussten. Lindenov erreichte an Bord der Trost am 27. Juli in der Nähe des heutigen Sisimiut die grönländische Küste. Am 6. August erreichte man den Fjord Itillip Ilua. Lindenov ließ umfangreiche Gesteinsproben sammeln, in denen er Silbererz vermutete, bevor er am 10. August die Rückfahrt antrat.
Nach der Ankunft in Dänemark am 4. Oktober 1606 stellte sich jedoch das Gestein als wertlos heraus, und auch sonst war das Ergebnis von Lindenovs Expedition ernüchternd. Während Christian IV. im folgenden Jahr erneut eine Expedition in die Arktis, nun mit Carsten Richardson, in die Wege leitete, wurde Lindenov zum Leiter der Schiffswerft ernannt. Ab 1611 nahm er in der Ostsee am Kalmarkrieg teil. Am 10. März 1611 heiratete er Karen Gyldenstjerne, Tochter von Henrik Gyldenstjerne und Birgitte Trolle. Aus der Ehe ging Christoffer Godskesen Lindenov (um 1612–1679), ebenfalls Admiral der dänischen Marine, hervor.
Lindenov starb im folgenden Jahr in Kopenhagen nach einer Erkrankung. Nach ihm ist der Lindenow Fjord (Kangerlussuatsiaq) im Süden Grönlands benannt.